# ユウキ (野球)
ユウキ（ゆうき、本名：田中 祐貴（たなか ゆうき）、1979年6月12日 - ）は、愛知県豊田市出身の元プロ野球選手（投手）、野球指導者。
プロ野球選手時代は、東京ヤクルトスワローズへ移籍した直後を除いて「ユウキ」の登録名を用いていた。
オリックス・バファローズ創設期の選手の1人。

## 来歴・人物

### プロ入り前
杜若高等学校在学中は2年夏に準決勝で愛知高等学校の関屋智義（のち横浜ベイスターズ）と投げ合って敗退、3年夏もベスト8で延長の末に敗れる。
1997年のNPBドラフト会議で、近鉄バファローズから5位で指名される。当時チームに同姓の田中宏和（1994年のドラフト会議1位指名を経て在籍していた右投手）がいたことから、名前（祐貴）のカタカナ表記である「ユウキ」を登録名に用いた。田中宏和は1999年限りで近鉄を退団し、翌2000年以降も田中姓の選手は新たに入団しなかったが、「ユウキ」という登録名の使用は続けられた。
背番号は64、担当スカウトは安達俊也。

### 近鉄時代
入団2年目で、4月からチーム名が大阪近鉄バファローズに変更された1999年、5月4日の対西武ライオンズ戦（大阪ドーム）で救援投手として一軍公式戦デビュー。5月16日の対福岡ダイエーホークス戦（福岡ドーム）で初先発を果たすと、6回3失点という内容で初勝利を挙げた。シーズン通算では、一軍公式戦16試合の登板（8試合の先発）で5勝3敗、防御率3.91という成績を残した。
2000年には、「打高投低」の傾向が顕著に表れつつあり、シーズンの開幕から先発陣の一角を担うことが期待された。5月24日の対千葉ロッテマリーンズ戦（大阪ドーム）で初めての完投勝利を挙げたが、5失点を喫したうえに174球を費やした。一軍公式戦全体では12試合に登板したものの、2勝3敗、防御率6.29と前年の成績を下回った。
2001年には、チームが球団史上最後のパシフィック・リーグ（パ・リーグ）優勝と日本シリーズ進出を果たした。レギュラーシーズンで延べ613人の投手を起用したにもかかわらず、ユウキ本人はシーズン通して一軍昇格がなかった。

### オリックス時代
2001年のシーズン終了後に、オリックス・ブルーウェーブで国内FA権の行使を宣言していた加藤伸一が近鉄へ移籍することに伴って、NPBが定める人的補償措置でオリックスへ入団した。人的補償措置から除外される近鉄の「プロテクト選手名簿」（当時の対象は外国人選手・ドラフト会議での指名選手を除く35名の支配下登録選手）に記載されていなかったユウキをオリックス側が指名したことによるもので、入団を機に加藤の背番号21を引き継いだ。ユウキは、「プロテクト選手名簿」に自分を入れていなかった近鉄球団に対して、「ボロボロのギッタンギッタンにして見返してやりますよ」と宣言。入団した時点のオリックスに田中姓の選手はいなかったが、自身の希望で、近鉄時代に続いて「ユウキ」名義で登録した。
2002年には、レギュラーシーズンの後半から一軍へ合流し、13試合の登板（11試合の先発）で7勝1敗、防御率1.93という好成績をマーク。土曜日に先発で登板した試合を中心に、シーズン初登板から7連勝を記録したため、「サタデーユウキ」との異名を賜った。NPB一軍公式戦でのシーズン7勝は、FA権行使選手の移籍に伴う人的補償措置でNPBの他球団へ移籍した投手が移籍1年目に挙げた勝利数の最多タイ記録で、右投手およびパ・リーグの球団では2021年シーズンの終了時点でユウキが唯一の達成者である（左投手およびセントラル・リーグの球団では2007年に工藤公康・2012年に藤井秀悟が達成）。特に千葉ロッテマリーンズ戦での相性が良く、9月28日の先発登板で一軍公式戦初完封勝利を記録し、1週間後（10月5日）の対戦でも完封勝利をマーク。上記の宣言で敵愾心を露わにしていた古巣・近鉄戦でも、9月21日の対戦で初勝利を挙げている。しかし、秋季キャンプ中に右肩を痛めた影響で、翌2003年から2シーズンにわたって一軍のマウンドから遠ざかった。その影響は大きく、一軍の投手陣は、2003年のレギュラーシーズンでNPB史上ワーストの防御率（5.95）を記録した。
オリックス・ブルーウェーブは2004年のシーズン終了後に、大阪近鉄バファローズを吸収合併し、オリックス・バファローズとして再スタートを切った。この合併に伴う選手分配ドラフト会議で、オリックス・バファローズに所属することが決定。また、ケビン・バーンが背番号21を着用することに伴って、自身の背番号を55に変更している。
2005年には、痛めていた右肩の状態が一時的に回復したため、オープン戦での復帰登板を経て、初めて開幕一軍を手にする。3月30日には、開幕2カード目に当たる対千葉ロッテマリーンズ戦に、先発投手として一軍公式戦へ3年振りに登板した。以降も3試合に先発したが、初登板から3連敗を喫し、右肩痛も再発。シーズン終盤に一軍公式戦4試合に登板（1試合に先発）したものの、白星を手にするまでには至らなかった。なお、この年のオフにドラフト1位入団した岡田貴弘が本人の要望もあって背番号55を与えられたのに伴い、退団した岡本晃の背番号22を引き継いだ。
2006年には、シーズン中盤の7月から一軍公式戦34試合に救援で登板。同月には、13日の対福岡ソフトバンクホークス戦（京セラドーム大阪）で4年振りの勝利を挙げたことをきっかけに、5日間で3勝を稼いだ。前年に好成績を残した救援陣が軒並み不振に陥っていたことを背景に、主に中継ぎで起用されたが、8月15日の対ロッテ戦（千葉マリンスタジアム）では一軍公式戦初セーブをマーク。34試合の登板は自己最多で、5勝2敗1セーブ6ホールド（11ホールドポイント）、防御率3.71と復活の兆しを見せた。しかしシーズン終了後にまたしても右肩を痛めた。
2007年には、右肩のリハビリを経て先発に再転向。一軍公式戦では、5月20日の対西武ライオンズ戦（東京ドーム）で6回を無安打に抑えたことを皮切りに、先発登板で3連勝を記録した。その後は2ヶ月以上白星から遠ざかったものの、8月12日の対ソフトバンク戦（京セラドーム大阪）で4勝目をマーク。一軍公式戦全体では、16試合の登板で4勝4敗、防御率3.79を記録した。
2008年には、背番号21を4年振りに着用したが、春季キャンプ中に右肩後方関節唇を損傷。近鉄時代から右肩痛を何度も発症していたことを踏まえて、キャンプ終盤の2月下旬に右肩の内視鏡手術を受けた。手術後は患部のリハビリに励んだものの、一・二軍とも公式戦への登板までには至らず、10月28日に球団から戦力外通告を受けた。12月2日付で、NPBから自由契約選手として公示。
戦力外通告を受けた当初は、現役からの引退を示唆していた。当時既に結婚していたうえに、妻が第一子（女児）を懐妊中だったことによる。しかしNPBの他球団で現役生活を続けることを決意、当時2回に分けて実施されていた12球団合同トライアウトの2回目（11月26日）に参加すると、シートバッティング形式で対戦した4人の打者を全員無安打に抑えたほか、2つの三振を奪った。このような好投を背景に、トライアウトの終了後には、複数の球団から獲得を打診された。

### ヤクルト時代
12球団合同トライアウト後に獲得を打診された球団から、「投げられるチャンスが多そう」との理由で、2008年12月4日に東京ヤクルトスワローズとの間で育成選手として契約したことを発表。入団当初の背番号は121で、プロ入り後初めて登録名に本名（田中 祐貴）を使用した。妻子をオリックス時代の準本拠地・神戸市内の自宅に残して、単身生活を「戸田寮」（球団合宿所）で始めた。
2009年には、二軍の東風平春季キャンプに参加。参加中の宿舎では後に一軍の正捕手へ定着する中村悠平と同じ部屋を充てられていた。自身はキャンプから好調で、イースタン・リーグ公式戦でも開幕から好投を続けたため、5月11日付で支配下登録選手へ復帰。これを機に、背番号を29へ変更し、登録名も「ユウキ」に戻した。一軍公式戦では、5月15日の対阪神タイガース戦に先発投手として、オリックス・バファローズ時代の2007年以来626日振りに登板。自身に白星は付かなかったものの、5回を3被安打1失点という内容でチームの勝利につなげたことから、試合後にはヒーローインタビューを受けた。3回目の先発登板だった6月6日の対東北楽天ゴールデンイーグルス戦（明治神宮野球場）で2007年以来664日振りの勝利を挙げ、その後も「100km/h前後のスローボールで緩急を付ける」という新たな投球スタイルで、先発ローテーションの一角に定着。中村剛也（西武）や小笠原道大（読売ジャイアンツ）といった強打者をスローボールで翻弄したほか、後半戦では、シュートを新たに織り交ぜることで投球の幅を広げた。セントラル・リーグの最終規定投球回に到達せず、後半戦では先発で好投しながら打線の援護に恵まれない試合が相次いだものの、一軍公式戦全体では19試合の登板で5勝6敗、防御率3.40と奮闘した。前年まで在籍していたオリックスに対しても、6月13日に京セラドームで開かれたセ・パ交流戦で対戦すると、5回を投げて5被安打1失点という内容で勝利。試合後には、オリックス打線の印象について、「（前年まで）一緒にいる時には『どう攻めるか』と考えていなかったので、特別な感情はない」とのコメントを残した。さらに、シーズン5勝目を挙げた9月23日の対広島東洋カープ戦（マツダスタジアム）では、一軍公式戦で7年振りの完投も記録している。その一方で、バッティングでは31打席に立ったものの、1本の安打も放てなかった。チームはレギュラーシーズン3位でクライマックスシリーズ（CS）へ進出。ユウキもCS出場登録選手の1人に名を連ねていたが、中日ドラゴンズとのファーストステージ第2戦前日（10月18日）にA型インフルエンザウイルスへの感染が判明したため登板の機会はなく、チームも19日の第3戦でステージ敗退が決まった。日本シリーズの終了後には、入団時から3倍増の自己最高年俸（推定3,500万円）で契約を更改し、東京都内で妻子との共同生活を再開した。
2010年には、春季キャンプで右肩痛が再発。再度の手術を経て、イースタン・リーグ公式戦6試合に登板したが、一軍へ昇格できないまま9月15日に現役引退を表明した。一軍のレギュラーシーズン最終戦に当たる10月10日の対広島戦（神宮）が志田宗大との合同引退試合として開催され、6回表に「打者1人だけ」という条件で登板したユウキは、「最高に遅い」と自認するスローボールを交えながら、石原慶幸から3球で三振を奪って13年間の現役生活を締めくくった。試合後の引退セレモニーでは、現役生活で右肩の痛みに何度も苦しめられたことを背景に、「1億円で故障しない肩があったら、ローンを組んででも絶対に買った。そのお金を返せる自信はあった」と述べている。

### 現役引退後
自営業への転身を視野に豊田市へ帰郷。「アサヒスポーツ」（スポーツ用品店）への勤務を経て、2011年7月に自身が主宰する野球塾を開設したほか、加圧トレーニングジムのスタッフも務めていた。後に野球塾は閉鎖したが、現在は複数のパーソナルトレーニングジムを経営している。
その一方で、学生野球資格回復制度を通じて、日本学生野球協会から2014年1月20日付で資格回復の適性を認定。同協会に加盟する高校・大学の野球部を指導できるようになり、2017年から帝京大学可児高等学校硬式野球部の総合コーチを務めた。コーチとしては、故障が相次いだ現役選手時代の経験やパーソナルトレーナーとしてのスキルを基に、主に投手を指導している。指導した加藤翼（2018年入部）は2020年のドラフト会議で中日ドラゴンズより5位指名され、帝京大可児高出身者初のプロ野球選手を輩出させるに至った。
2022年4月、母校である杜若高等学校の監督に就任した。

## 詳細情報

### 年度別投手成績
| 年 度     | 球 団      | 登 板 | 先 発 | 完 投 | 完 封 | 無 四 球 | 勝 利 | 敗 戦 | セ 丨 ブ | ホ 丨 ル ド | 勝 率 | 打 者 | 投 球 回 | 被 安 打 | 被 本 塁 打 | 与 四 球 | 敬 遠 | 与 死 球 | 奪 三 振 | 暴 投 | ボ 丨 ク | 失 点 | 自 責 点 | 防 御 率 | W H I P |
| --------- | ---------- | ----- | ----- | ----- | ----- | -------- | ----- | ----- | -------- | ----------- | ----- | ----- | -------- | -------- | ----------- | -------- | ----- | -------- | -------- | ----- | -------- | ----- | -------- | -------- | ------- |
| 1999      | 近鉄       | 16    | 10    | 0     | 0     | 0        | 5     | 3     | 0        | --          | .625  | 311   | 71.1     | 69       | 5           | 41       | 0     | 3        | 54       | 2     | 0        | 34    | 31       | 3.91     | 1.54    |
| 2000      | 近鉄       | 12    | 5     | 1     | 0     | 0        | 2     | 3     | 0        | --          | .400  | 217   | 44.1     | 62       | 9           | 24       | 0     | 0        | 29       | 2     | 1        | 37    | 31       | 6.29     | 1.94    |
| 2002      | オリックス | 13    | 11    | 3     | 2     | 0        | 7     | 1     | 0        | --          | .875  | 348   | 84.0     | 65       | 3           | 35       | 1     | 4        | 75       | 4     | 0        | 19    | 18       | 1.93     | 1.19    |
| 2005      | オリックス | 8     | 5     | 0     | 0     | 0        | 0     | 3     | 0        | 0           | .000  | 122   | 27.1     | 27       | 3           | 15       | 1     | 3        | 20       | 3     | 0        | 19    | 17       | 5.60     | 1.54    |
| 2006      | オリックス | 34    | 0     | 0     | 0     | 0        | 5     | 2     | 1        | 6           | .714  | 233   | 53.1     | 47       | 6           | 28       | 4     | 0        | 44       | 0     | 0        | 22    | 22       | 3.71     | 1.41    |
| 2007      | オリックス | 16    | 13    | 0     | 0     | 0        | 4     | 4     | 0        | 1           | .500  | 346   | 80.2     | 86       | 8           | 21       | 1     | 1        | 67       | 0     | 1        | 37    | 34       | 3.79     | 1.33    |
| 2009      | ヤクルト   | 19    | 19    | 1     | 0     | 0        | 5     | 6     | 0        | 0           | .455  | 435   | 100.2    | 104      | 8           | 36       | 2     | 7        | 77       | 3     | 0        | 41    | 38       | 3.40     | 1.39    |
| 2010      | ヤクルト   | 1     | 0     | 0     | 0     | 0        | 0     | 0     | 0        | 0           | ----  | 1     | 0.1      | 0        | 0           | 0        | 0     | 0        | 1        | 0     | 0        | 0     | 0        | 0.00     | 0.00    |
| 通算：8年 | 通算：8年  | 119   | 63    | 5     | 2     | 0        | 28    | 22    | 1        | 7           | .560  | 2013  | 462.0    | 460      | 42          | 200      | 9     | 18       | 367      | 14    | 2        | 209   | 191      | 3.72     | 1.43    |

### 記録
- 初登板：1999年5月4日、対西武ライオンズ4回戦（大阪ドーム）、6回表に3番手で救援登板・完了、4回2失点
- 初奪三振：同上、6回表に古屋剛から
- 初先発・初勝利：1999年5月16日、対福岡ダイエーホークス9回戦（福岡ドーム）、6回3失点
- 初完投勝利：2000年5月24日、対千葉ロッテマリーンズ8回戦（大阪ドーム）、9回3失点
- 初完封勝利：2002年9月28日、対千葉ロッテマリーンズ25回戦（千葉マリンスタジアム）
- 初ホールド：2006年7月9日、対千葉ロッテマリーンズ10回戦（京セラドーム大阪）、6回表に2番手で救援登板、2回1/3を無失点
- 初セーブ：2006年8月15日、対千葉ロッテマリーンズ14回戦（千葉マリンスタジアム）、9回裏に2番手で救援登板・完了、1回無失点

### 背番号
- 64 （1998年 - 2001年）
- 21 （2002年 - 2004年、2008年）
- 55 （2005年）
- 22 （2006年 - 2007年）
- 121 （2009年 - 2009年5月10日）
- 29 （2009年5月11日 - 2010年）

### 登録名
- ユウキ（1997年 - 2008年、2009年5月11日 - 2010年）
- 田中 祐貴（2009年 - 同年5月10日）